# Asociación de Cruceros de Florida y el Caribe
La Asociación de Cruceros de Florida y el Caribe (FCCA) es una asociación profesional sin fines de lucro compuesta por 14 líneas de cruceros miembros que operan más de 100 barcos en Florida, el Caribe y América Latina. Creada en 1972.

## Objetivo
Proporcionar un foro para el debate sobre el desarrollo del turismo, los puertos, la seguridad, la seguridad y otros asuntos de la industria de cruceros, y maximizar los pasajeros de cruceros, líneas de cruceros y el gasto de la línea de cruceros empleado, así como mejorar la experiencia del destino y la cantidad de pasajeros de cruceros que regresan como se quedan más de visitantes.

## Miembros
- AIDA Cruises
- Azamara Club Cruises
- Carnival Cruise Lines
- Celebrity Cruises
- Costa Cruise Lines
- Cunard Line Ltd.
- Disney Cruise Line
- Holland America Line
- MSC Cruises (USA) Inc.
- Norwegian Cruise Line
- P&O Cruises
- Princess Cruises
- Royal Caribbean International
- Seabourn

## Eventos
| Año  | Evento                                                              | Sede                               | Sede                   | Sede                   | Duración                         |
| ---- | ------------------------------------------------------------------- | ---------------------------------- | ---------------------- | ---------------------- | -------------------------------- |
| 2004 | The Eleventh Annual FCCA Caribbean Cruise Conference & Trade Show   | Bandera de Barbados                | Barbados               | Barbados               | 2004                             |
| 2005 | The Twelveth Annual FCCA Caribbean Cruise Conference & Trade Show   | Bandera de San Cristobal y Nieves  | San Cristóbal y Nieves | San Cristóbal y Nieves | 2005                             |
| 2006 | The Thirteenth Annual FCCA Caribbean Cruise Conference & Trade Show | Bandera de Islas Caimán            | Islas Caimán           | Islas Caimán           | 2006                             |
| 2007 | The Fourteenth Annual FCCA Caribbean Cruise Conference & Trade Show | Bandera de México                  | Cozumel                | México                 | 8 de octubre al 7 de octubre     |
| 2008 | The Fifthteenth Annual FCCA Cruise Conference & Trade Show          | Bandera de Trinidad y Tobago       | Trinidad y Tobago      | Trinidad y Tobago      | 27 de octubre al 31 de octubre   |
| 2009 | The Sixteenth Annual FCCA Cruise Conference & Trade Show            | Bandera de Santa Lucía             | Santa Lucía            | Santa Lucía            | 26 de octubre al 30 de octubre   |
| 2010 | The Seventeenth Annual FCCA Cruise Conference & Trade Show          | Bandera de la República Dominicana | Santo Domingo          | República Dominicana   | 25 de octubre al 29 de octubre   |
| 2011 | The Eighteenth Annual FCCA Cruise Conference & Trade Show           | Bandera de Puerto Rico             | San Juan               | Puerto Rico            | 3 de octubre al 7 de octubre     |
| 2012 | The Nineteenth Annual FCCA Cruise Conference & Trade Show           | Bandera de Curazao                 | Curazao                | Curazao                | 1 de octubre al 5 de octubre     |
| 2013 | The Twentieth Annual FCCA Cruise Conference & Trade Show            | Bandera de Colombia                | Cartagena de Indias    | Colombia               | 30 de septiembre al 4 de octubre |
| 2014 | The Twenty-First Annual FCCA Cruise Conference & Trade Show         | Por decidir                        | Por decidir            | Por decidir            | Por decidir                      |